# Holzkirchen (Oberbayern)
Holzkirchen er en købstad (markt) i Landkreis Miesbach i Regierungsbezirk Oberbayern i den tyske delstat Bayern.
Kommunen ligger ca. 30 km syd for delsatathovedstaden München og ca. 20 km nord for Tegernsee og 20 km fra kurbyen Bad Tölz.
Holzkirchen er den folkerigeste kommune i landkreisen.
Den internationale medicinalkoncern Sandoz har hovedsæde i Holzkirchen, såvel som Panasonic Electric Works Europe og Panasonic Electric Works Deutschland ligger i Holzkirchen.

## Inddeling
- Holzkirchen in Oberbayern
- Föching
- Fellach
- Marschall
- Großhartpenning
- Erlkam
- Roggersdorf

## Historie
I romertiden krydsede to romerske veje (Augsburg–Salzburg og Freising–Achensee) i byen. I 1286 blev Holzkirchen første gang omtalt som købstad/markt. 1857 åbnede den første jernbanelinje (München–Holzkirchen–Rosenheim). I 1978 blev Hartpenning og Föching indlemmet i kommunen.